# Ribbingshov
Ribbingshov är en herrgård i Ydre kommun, Östergötlands län. Herrgården ligger på udde vid sjön Sommen.
Egendomen, förr kallad Vi, ligger i Norra Vi socken. I slutet av 1200-talet ägdes gården av lagmannen Bengt Magnusson av Bjälboätten. Den kom genom hans dotter Ingeborg till lagmannen Birger Persson, den heliga Birgittas far, och ärvdes av hans yngsta dotter Katarina. På 1600-talet kom den genom gifte till kammarjunkaren E. P:son Ribbing (död 1623), som gav egendomen dess nuvarande namn. Kaptenen friherre Fredrik Ulrik Ridderborg (1732-1782) gjorde 1782 Ribbingshov till fideikommiss för sin brorson, majoren K. F. Ridderborg. Den siste fideikommissarien blev kaptenen Carl Gustaf Fredrik Anders Ridderborg (1859-1940), vilken sålde godset 1932 och därmed upplöste fideikommisset.

På 1600-talet bodde på Ribbingshof Axel von Schaar, som under Karl XII:s tid blev både general och landshövding. I den närbelägna Norra Vi kyrka har han ett eget gravkor. Han var gift med Brita Santesdotter-Horn. Ribbingshov är socknens största gård och ägarna till Vi eller Ribbingshovs säteri tilldelades patronatsrätt 1689. Patronatsrätten upphörde 1921.

## Ägare
| År        | Namn                      |
| --------- | ------------------------- |
| -1863     | Gustaf Fredrik Ridderborg |
| 1863-1865 | Maria Magdalena Montan    |
| 1865-     | Carl Fredrik Ribbing      |